# Мелек-Чесменский курган
 Меле́к-Чесме́нский курга́н  — погребальное сооружение IV век до н. э., находится в центральной части Керчи. 

## История
Название кургана происходит от названия расположенной рядом реки Мелек-Чесме («Источник ангела» в переводе с татарского). Курган был найден 13 декабря 1858 года во время археологических раскопок, которыми руководил директор Керченского музея древностей А. Е. Люценко. Высота кургана была на то время 12 м (теперь 8 м), окружность приблизительно 200 м). Мавзолей является характерным архитектурным сооружением Боспорского царства, которое находилось на этой территории в IV—III веках до н. э. Оказалось, что мавзолей был разграблен в прошлом времени, и поэтому находки были незначительными: части деревянного саркофага, фрагменты алабастровой посуды и бронзовый браслет.
Погребальное сооружение кургана состоит из двух частей: дромоса и погребальной камеры. Погребальная камера была выполнена в форме квадрата (3,7x3,7 м) из каменных плит и имела пирамидальный свод. Каменные плиты стен в верхней части постепенно сдвинуты таким образом, что создают пирамидальный свод, и вверху погребальная камера перекрывается одной плитой. Дромос выполнен также из каменных плит и украшен фронтоном.
В июне 1863 года в северной части кургана был найден надгробный камень I век до н.э. с рельефным изображением женщины с надписью «Ма, теща Иосара, прощай».
После выполнения реставрационных работ в 1871 году погребальное сооружение кургана было открыто для доступа публики.
Археологический объект принадлежит Керченскому историко-культурному заповеднику и находится рядом с Центральной автостанцией Керчи.
В октябре 2015 года Мелек-Чесменский курган отнесён Правительством РФ к числу объектов культурного наследия федерального значения.